# 沃楚拉 (佛罗里达州)
沃楚拉（英語：Wauchula），是美国佛罗里达州哈迪縣下属的一座城市。建立于1907年。面积约为6.8平方公里（约合2.6平方英里）。根据2010年美国人口普查，该市有人口5,001人。论人口在本州排行第215。